# Isle of Meadows
L'Isle of Meadows est une île inhabitée du quartier new-yorkais de Staten Island aux États-Unis. Elle se trouve sur la côte ouest de Staten Island, où Fresh Kills se déverse dans le détroit Arthur Kill. L'île est la propriété de la ville de New York.

## Géographie

Carte de l'Isle of Meadows.

L'île mesure 0,40 km2.

## Faune
L'île est désormais une réserve naturelle comprenant un pré et des lagunes saumâtres constituant un habitat important pour les hérons, ibis et aigrettes et n'est pas accessible au public.

### Webographie
- « Isle of Meadows Preserve », sur New York City Department of Parks and Recreation (consulté le 8 mars 2008)